# Zygia steyermarkii
Zygia steyermarkii  es una especie de árbol perteneciente a la familia de las leguminosas (Fabaceae). Es originaria de  Ecuador.

## Distribución
Se encuentra en la Cordillera de los Andes a una altitud de 2000 - 2500 metros en la Provincia de Morona Santiago de Ecuador.

## Taxonomía
Zygia steyermarkii fue descrita por (Schery) Barneby & J.W.Grimes y publicado en Memoirs of the New York Botanical Garden 74(2): 79. 1997.
Sinonimia
- Pithecellobium steyermarkii Schery basónimo[4]